# 橋本文夫
橋本 文夫（はしもと ふみお、1909年 - 1983年）は、日本のドイツ語学者、中央大学名誉教授。
1934年、東京帝国大学文学部独文科卒業。戦後、中央大学教授、1980年定年退任、名誉教授。娘婿に松原秀一。

## 著書
- 新独逸語文法 尚文堂 1936年
- 高級独文解釈法 郁文堂書店 1939年
- 小獨逸文法 改訂第3版 三修社 1948年4月
- 初等独逸文法 郁文堂書店 1949年
- ドイツ語の基礎 郁文堂出版 1950年
- 理科学文法読本 三修社 1953年3月
- 詳解ドイツ大文法 三修社 1956年
- 橋本ドイツ語講座 第1-3 郁文堂出版 1957年
- 大学ドイツ語入試問題 昭和35年度 三修社 1960年
- ドイツ語の輪郭 郁文堂出版 1965年
- 初級ドイツ語講座 郁文堂出版 1969年
- ドイツ語と人生 橋本文夫記念論文集 三修社 1980年5月

## 翻訳
- ゲーテの世界観 ヘルマン・ジーベック 理想社出版部 1934年
- 民族性と世界観 グラーフ・フォン・デュルクハイム(de) 理想社出版部 1940年 アルス 1942年 (ナチス叢書)
- 生の論理 グラーフ・フォン・デュルクハイム 理想社 1941年
- 生活と文化 グラーフ・フォン・デュルクハイム 理想社 1941年
- 独逸精神 グラーフ・フォン・デュルクハイム アルス 1941年 (ナチス叢書)
- ナチスの優生政策 R.フレルクス 理想社 1942
- マイステル・エックハルト 独逸的信仰の本質 デュルクハイム 理想社 1943年
- 世界新秩序の精神 -日独友好関係の形而上的基礎- デュルクハイム 理想社 1943年
- 欧羅巴文化の神髄 地球哲学的考察 デュルクハイム 六盟館 1944年
- 幸福について 人生論 ショーペンハウエル 桜井書店 1948年、新潮文庫 1958年 改版2005年
- 戦争の責罪 カルル・ヤスペルス 桜井書店 1950年
  - 戦争の罪 創元文庫 1952年
  - 責罪論 ヤスパース選集10 理想社 1965年、新版1982年。改訳版
  - 戦争の罪を問う カール・ヤスパース　平凡社ライブラリー 1998年8月
  - われわれの戦争責任について ちくま学芸文庫 2015年3月
- ニーチェとキリスト教 カルル・ヤスペルス 桜井書店 1951年
- 哲学と科学 カルル・ヤスペルス 桜井書店 1951年
- 現代ヨーロッパの精神的課題 ヤスパース 茅野良男、武藤光朗、草薙正夫共訳 創元社 1954年
- ヤスパース選集 3 悲劇論 理想社 新版1978年（初刊は1950年代）
- ヤスパース選集 30 現代における理性と反理性 理想社 1974年
- あなたの生物学 カール・フォン・フリッシュ 鈴木健二共訳 図鑑の北隆館 1975年

## 参考
- 橋本文夫教授略年譜・主要著作目録「中央大学文学部紀要」1980-3